# UFC on ESPN: Covington vs. Lawler
UFC on ESPN: Covington vs. Lawler (también conocido como UFC on ESPN 5) fue un evento de artes marciales mixtas producido por Ultimate Fighting Championship que tuvo lugar el 3 de agosto de 2019 en el Prudential Center en Newark, Nueva Jersey.

## Historia
El evento inicialmente tenía previsto tener lugar en Sochi, Rusia, esto habría marcado la primera visita de la promoción a la región rusa del Mar Negro. Sin embargo, los planes para un debut en Sochi fracasaron. Posteriormente, después de considerar brevemente organizar el evento en Mánchester, así como en Tampa, Florida, la promoción anunció planes para regresar a un entorno familiar del norte de Nueva Jersey. El evento marcó la octava visita de la promoción al Prudential Center y la primera desde UFC on Fox: Johnson vs. Bader en enero de 2016.
El evento estelar contó con un combate entre el excampeón interino de peso wélter, Colby Covington, y el excampeón de peso wélter, Robbie Lawler.
Una pelea de peso wélter entre Cláudio Silva y Ramazan Emeev fue reprogramada para el evento. El enfrentamiento estaba originalmente programado para septiembre de 2018 en UFC Fight Night: Hunt vs. Oleinik. Sin embargo, Silva se retiró de la pelea debido a una lesión en la espalda y fue reemplazado por el recién llegado Stefan Sekulić. A su vez, Emeev fue retirado de este evento debido a supuestos problemas de visa, que restringieron su viaje a los Estados Unidos. Fue reemplazado por el recién llegado Cole Williams. En los pesajes, Williams pesó 176 libras, 5 libras por encima del límite de la división de peso wélter (171 lbs.). Como resultado, Williams fue multado con el 30% de su pago, y la pelea se llevó a cabo en un peso acordado.
Un combate de peso mosca femenino entre Lauren Murphy y Mara Romero Borella se programó inicialmente para el 27 de julio de 2019 en UFC 240. Sin embargo, el 20 de junio, los funcionarios de la promoción reprogramaron el combate para este evento.
Una pelea de peso semipesado entre Ilir Latifi y Volkan Oezdemir se programó originalmente para el 1 de junio de 2019 en UFC Fight Night: Gustafsson vs. Smith. Sin embargo, Latifi se vio obligado a retirarse del combate debido a una lesión en la espalda y la pelea fue reprogramada para este evento. A su vez, la pelea se trasladó una semana después a UFC on ESPN+ 14 después de que Oezdemir se enfrentara a supuestos problemas de visa que afectaron su horario de viaje.
Zelim Imadaev y Salim Touahri tenían previsto enfrentarse en un combate de peso wélter en el evento. Sin embargo, el 9 de julio, se anunció que Touahri ahora se enfrentaría a Mickey Gall. No se dio ninguna razón para el cambio.
En el pesaje, Dong Hyun Ma pesó 158 libras, 2 libras por encima del límite de la división de peso ligero (156 lbs.). Fue multado con el 20% de su pago, el cual fue destinado a su oponente, Scott Holtzman, y la pelea se llevó a cabo en un peso acordado.

## Resultados
1. ↑  A Stošić se le descontaron dos puntos, ambos debido a repetidos golpes en la ingle.

## Premios extra
Los siguientes peleadores recibieron $50,000 en bonos:
- Pelea de la Noche: Antonina Shevchenko vs. Lucile Pudilova
- Actuación de la Noche: Nasrat Haqparast y Matt Schnell